# Legge 30 luglio 2010, n. 122
Il decreto legge 31 maggio 2010, n. 78 (intitolato "Misure urgenti in materia di stabilizzazione finanziaria e di competitività economica") è un decreto legge varato dal governo Berlusconi IV, convertito successivamente nella legge 30 luglio 2010, n. 122.
È stato pubblicato sulla Gazzetta Ufficiale Serie Generale 125 del 31 maggio 2010.

## Struttura e contenuto
Il provvedimento  compone di 56 articoli divisi in due titoli. Tra le misure più importanti vi sono:
- Blocco del rinnovo del contratto dei dipendenti della pubblica amministrazione italiana e delle loro retribuzioni fino al 2013.
- Tassazione al 10% sui compensi corrisposti a titolo di stock option.
- Soglia per accedere al beneficio economico dell'assegno mensile di invalidità civile portata dal 74% all'85%
- Introduzione di un contributo di soggiorno per i turisti della città di Roma per un totale di massimo 10 euro.
- Aggiornamento del catasto con l'introduzione dell'Anagrafe Immobiliare Integrata e regolarizzazione degli immobili non dichiarati all'Agenzia del Territorio.
- Dal 2011, la partecipazione all'amministrazione degli enti che ricevono finanziamenti pubblici e la titolarità degli incarichi è onorifica: ciò significa che gli amministratori non riceveranno più emolumenti per lo svolgimento della loro funzione eccetto il gettone di presenza (max 30€) e un rimborso spese. Inoltre i membri degli organi di amministrazione e controllo dei succitati enti devono essere ridotti a 5 elementi mentre i revisori devono essere al massimo 3.
- Riduzione del 10% delle indennità, dei compensi e delle retribuzioni ricevute dai componenti degli organi di indirizzo, direzione, controllo, dei consigli di amministrazione  delle società pubbliche non quotate e dai dipendenti della pubblica amministrazione italiana.
- Soppressione dei rimborsi chilometrici ai dipendenti delle PA per l'utilizzo dell'automezzo personale.
- Introduzione del pedaggio sulle autostrade e sui raccordi autostradali di pertinenza ANAS.
- Soppressione di Isae, Ipsema, Ispesl, Ipost, Ias, Enappsmsad, Stazioni Sperimentali per l'Industria (SSI) e altri enti pubblici definiti inutili.
- A partire dal 2011, riduzione del 10% delle dotazioni finanziarie conferite a ogni Ministero e riduzione del 10% delle retribuzioni di ministri e sottosegretari, che non siano parlamentari, e dei membri di organi di autogoverno della magistratura e del Cnel.
- Tetto massimo di euro 30 ai gettoni di presenza dei consiglieri di società e amministrazioni pubbliche, che costituirà, insieme al rimborso spese, l'unica fonte di reddito da questo impiego per tutti i succitati soggetti che hanno doppi incarichi.
- Riduzione del 10% delle spese per i rimborsi elettorali a ciascun partito e soppressione delle quote annuali dei rimborsi in caso di scioglimento anticipato delle Camere.
- Rateizzazione del TFS e dell'indennità di buonuscita dei dipendenti pubblici in massimo 3 annualità se superiore ad euro 90.000.
- Obbligo di fattura telematica per le spese superiori ad euro 5.000.
- Taglio del 20% per la liquidazione di prestazioni erogate alle P.A. rispetto alla stessa cifra del 2009.
- Taglio del 20% dei costi per la sponsorizzazione, da parte delle P.A., di eventi, convegni, mostre, relazioni pubbliche e pubblicità rispetto alla stessa cifra del 2009.
- Taglio dell'80% dei costi per la manutenzione, noleggio ed esercizio di autovetture di servizio delle P.A..
- Riduzione del 5% degli stipendi oltre i 90000 euro dei manager pubblici e del 10% oltre i 150.000 euro.
- Riduzione del 3.65% della somma a beneficio dei farmacisti per il pagamento dei farmaci garantiti dal SSN. L'erogabilità a carico del SSN per quanto riguarda i farmaci generici garantiti è limitata a 4 farmaci per ogni principio attivo, scelti dall'AIFA sulla base del minor costo a parità di dosaggio.